# Жан Клесенс
Жан Клесенс је био белгијски фудбалер рођен 18. јуна 1908. у Андерлехту ( Белгија ), умро је 1978.

## Биографија
Класенс је био везни фудбалер непобедивог троструког шампиона Белгије Унион Сент-Гилојса од 1933. до 1935. године. Био је специјалиста за слободне ударце.
За Белгију је одиграо 21 утакмицу од 1932. до 1936. Играо је у једној утакмици на Светском првенству у Италији 1934.
Завршио је каријеру као играч-тренер у Монсу након рата.